# Anopheles garnhami
Anopheles garnhami este o specie de țânțari din genul Anopheles, descrisă de Edwards în anul 1930. Conform Catalogue of Life specia Anopheles garnhami nu are subspecii cunoscute.